# Wan Pipel
Wan Pipel é um filme de drama neerlandês-surinamense lançado em 1976 sob direção de Pim de la Parra.

## Elenco
- Borger Breeveld - Roy
- Diana Gangaram Panday - Rubia
- Willeke van Ammelrooy - Karina
- Emanuel van Gonter - Pai de Roy
- Ro Jackson-Breeveld - Mãe de Roy
- Sieuwpal Soekhlall - Pai de Rubia
- Joyce Mungroo-Ooft - Henna
- Ruud Mungroo - Norman
- Grace Calor-Ooft - Carla
- Otto Sterman - Mr. Frenkel